# 黑森-達姆施塔特的安娜
黑森-達姆施塔特的安娜（德語：Anna von Hessen-Darmstadt，1843年5月25日—1865年4月16日），梅克倫堡-施威林大公夫人，1864年至1865年在位。
1864年，安娜與梅克倫堡-施威林大公腓特烈·法蘭茲二世結婚，兩人僅有一個女兒：
- 安娜（1865年—1882年），早逝

同年安娜因產褥熱去世，年僅21歲。